# Турки-османы
Осма́ны (также назывались оттома́ны; осман. ترك‎, Türk; тур. Osmanlı Türkleri) — основное население Османской империи (1299—1922 годы). Название происходит от имени Осма́на I Гази́ — первого султана Османской империи.

## Происхождение
В XI веке огромные территории Азии, включая территории нынешних Турции, Туркменистана и Узбекистана, оказались под властью государства сельджуков. При султане Мелик-шахе I (1072—1092) могущество царства тюрков-сельджуков достигло своего апогея; при наследниках Мелик-шаха оно распалось на множество небольших государств, так называемых бейликов.
В XIII веке одно из огузо-туркменских племён — кайы — под предводительством Эртогрул-бея, выгнанное с кочевий в туркменских степях, двинулось на Запад и остановилось в Малой Азии, где они оказали содействие султану крупнейшего из тюркских государств — Румского (Конийского) султаната — Алаэддину Кей-Кубаду в его борьбе с Византией. За это Алаэддин отдал Эртогрулу в ленное владение пространство земли в области Вифиния между Ангорой и Бурсой (но без этих городов). Осман I, сын и наследник Эртогрула (1288—1326), в борьбе с ослабленной Византией присоединял к своим владениям область за областью, но, несмотря на растущее могущество, признавал свою зависимость от Коньи. В 1299 году, после смерти Алаэддина, он принял титул «султан» и отказался от подчинения румским султанам. По имени Османа его подданные стали называться османскими турками, или османами.
К 1487 году османы подчинили своей власти все мусульманские владения Малоазиатского полуострова. Название «османы» стало более престижным, чем просто «тюрки», и постепенно все мусульмане Османской империи (причём не только тюркоязычные), а также принявшие ислам христиане Османской империи стали именовать себя османами.
Позднее, к XVII веку под властью османов оказался весь Балканский полуостров, земли Валахии, Молдавского княжества, Венгрии, Хорватии, украинские земли Речи Посполитой, Египта, Туниса, Триполитании, Киренаики, Алжира, Месопотамии, Кавказа, Крыма и значительная часть Аравийского полуострова.
Согласно «Родословной туркмен», племя кайи (кайы) ведёт своё происхождение от героя-прародителя огузов-туркмен Огуз-хана. Й. Маркварт полагал, что племя кайи (каи) было племенем первоначально монгольского происхождения. Й. Маркварт считает каи и османов тюркизированными монголами. Ряд других авторов включает племя каи наряду с баяут (баят) и баяндур в число огузских племён, имеющих монгольское происхождение.

## Смена этнонима
После падения Османской империи Мустафа Кемаль Ататюрк поменял самоназвание и назвал народ турками, а республику — Турецкой Республикой.